# François-Marie Raoult
François Marie Raoult (Fournes, dep. Nord, 10 mei 1830 – Grenoble, 1 april 1901) was een Frans natuur- en scheikundige.  
Raoult begon als leraar aan lycea te Reims (1853) en Sens (1862). Van 1870 tot zijn dood was hij hoogleraar in de scheikunde te Grenoble. Zijn onderzoekingen lagen voornamelijk op het gebied van de thermochemie en de elektrochemie. Hij legde onder andere het verband tussen de vriespuntsdaling en kookpuntsverhoging en de concentratie van een oplossing. Het meest bekend is hij geworden door de naar hem genoemde wet van Raoult.